# Giovanni Cobolli Gigli
Giovanni Cobolli Gigli (ur. 4 stycznia 1945 w Albese con Cassano) – włoski menedżer. 
Giovanni Cobolli Gigli to absolwent Liceo Scientifico Vittorio Veneto w Mediolanie, później ukończył na Università Commerciale Luigi Bocconi w Mediolanie na kierunku ekonomii i handlu. Obecnie jest prezydentem Juventusu, mianowanym 29 czerwca 2006 przez Prezesa Zarządu "Starej Damy". W 2009 roku zrezygnował z tej funkcji, 7 października jego miejsce zajął Jean-Claude Blanc. 